# 東京大学運動会硬式野球部
東京大学運動会硬式野球部（とうきょうだいがくうんどうかいこうしきやきゅうぶ、英語: The University of Tokyo, Baseball Club）は、東京六大学野球連盟に所属する大学野球チーム。東京大学の学生によって構成されている。同大学には東京大学運動会準硬式野球部など別の野球部も存在するが、硬式野球部のことを指して「東京大学野球部」、「東大野球部」と略称することが多い。

## 創部
1917年。大学からの認可が1919年9月（初代部長長与又郎）。
なお、東京大学の前身の一つである旧制第一高等学校には1872年創部の野球部があり、黎明期の日本の野球史上重要な位置を占めるが、現在の東大野球部は沿革に一高野球部を含めていない。

## 歴史

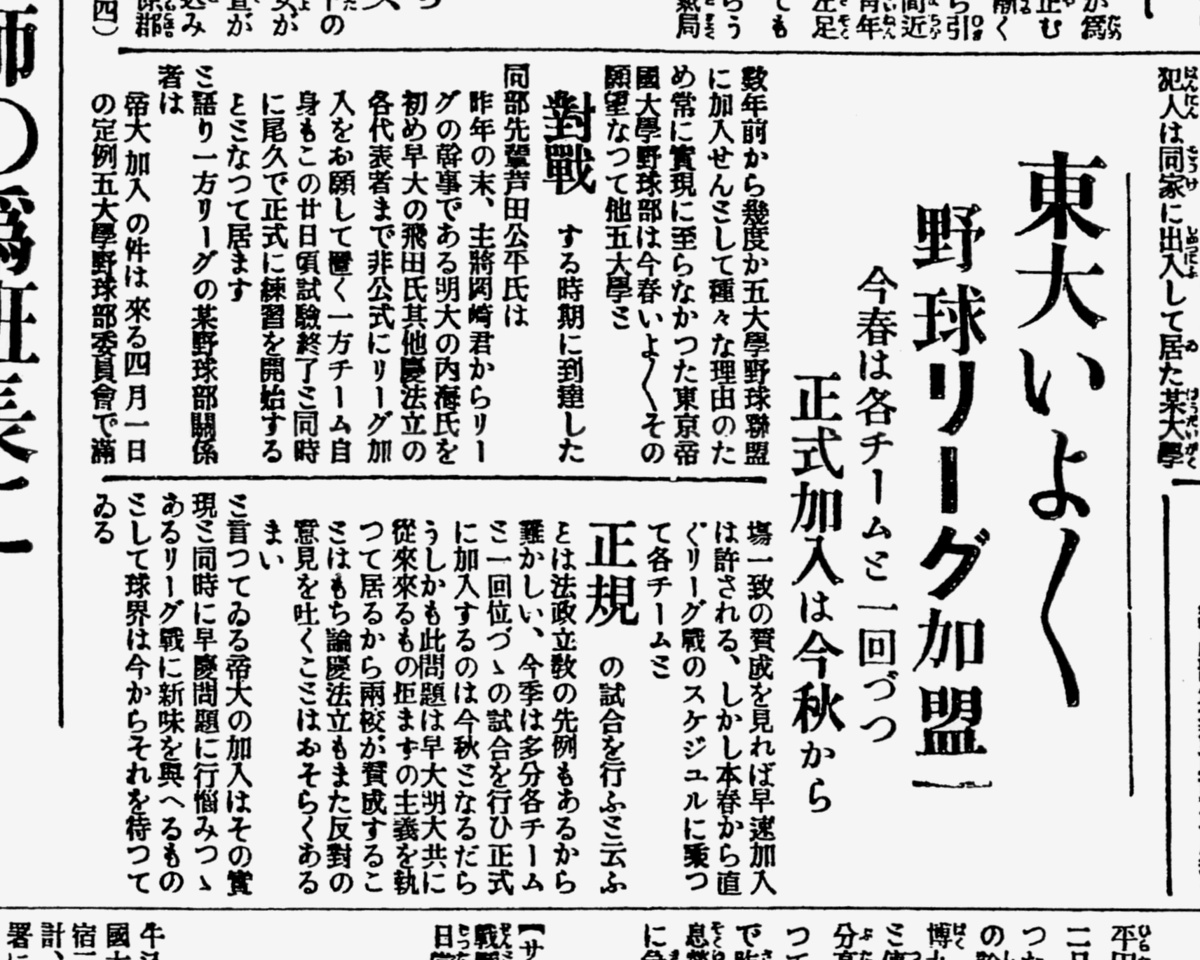
東大いよいよ野球リーグ加盟（『東京朝日新聞』 1925年3月4日付夕刊2面）

当初は京都帝大との定期戦が唯一の目標だったが、1920年に一高から名投手内村祐之が入学した頃からチーム力は徐々に向上、内村卒業後も有力選手の加入が相次いだ。
1924年6月14日には早稲田大と対戦して敗れたとはいえ7-9の好試合を演じ、同年秋の第1回明治神宮競技大会では東大クラブとして出場し準優勝。これに自信を得た東京帝国大学（以下、本稿においては新制東京大学を含めて東大と略す）は同年末、五大学野球連盟側と水面下で接触。これに対して明大野球部の部長内海弘蔵や早大野球部監督飛田穂洲らが東大のリーグ参加に理解を示したこともあって、1925年4月15日の連盟会議で加盟が認められ、ここに東京六大学野球連盟が正式に発足した。1925年春は法政大以外の各校と1試合ずつ行い、立教大から勝ち星を挙げる。その年の秋から各校と総当たりで試合を行うようになった。

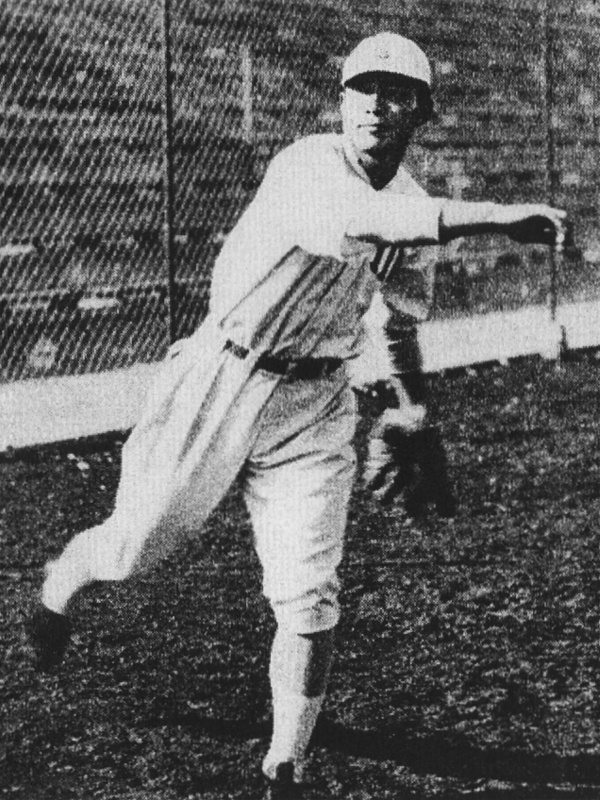
東武雄

当時の学制の事情で、他校が予科を含め5～6年在籍可能だったのに対し、東大は本科3年間のみであり、戦力的には他大学に見劣りする状況が続いていた。そうした中で東武雄（のち終戦前後に戦病死）、清水健太郎（のち東大医学部教授、戦後は同大学野球部監督、六大学野球連盟長）のバッテリーでチーム力が向上して最終的には加入を認められることとなった。しかし、その際、「東や清水の卒業後も戦力を維持すること」という条件がつけられていた。つまり入部難から戦力低下→惨敗の連続（最悪の場合廃部）になることのないよう努めよという、現在の大学野球連盟加盟条件には考えられないような項目が条件としてついていた。
東大が加盟したことにより、東京六大学野球連盟（以下、本稿では東京六大学リーグ戦と略す）のスタートと同時についに早慶戦も復活した（1925年秋季リーグ戦）。最初のリーグ戦で東大は5勝を挙げ4位と健闘を見せた。
以降、東大は東京六大学リーグ戦の中で苦戦をし続けることとなる。優勝はなく、3位以上も1946年春季の2位が1回あるのみである。開幕試合は前季優勝校と最下位校 東大との対戦がほとんど定番化し、連敗・連続最下位など東京六大学リーグワースト記録の多くを東大が占めている。1997年秋季リーグ戦で5位（最下位は立大）になって以来、2024年秋季リーグ戦終了現在まで連続最下位最長記録を更新している。

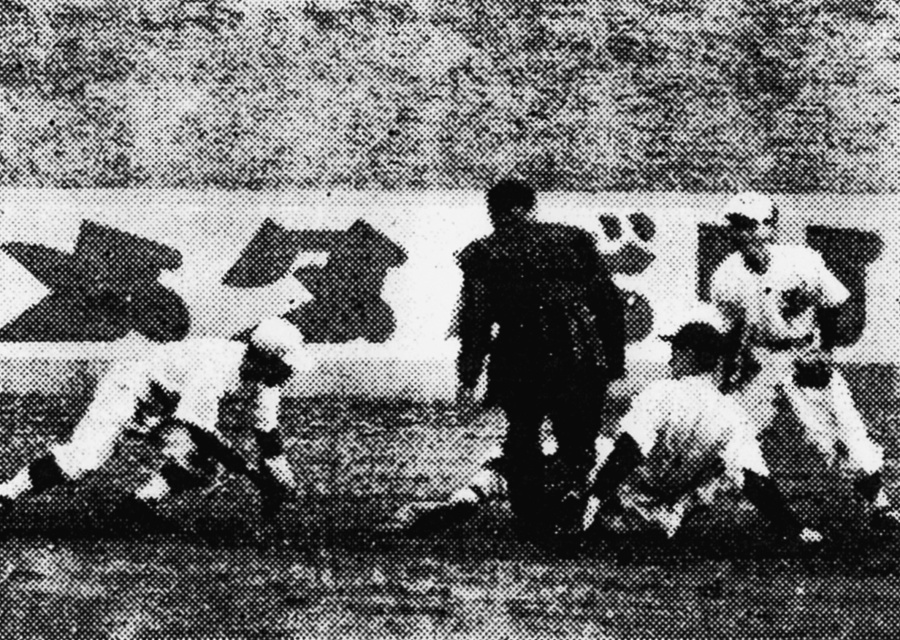
東立決勝戦（1951年4月23日、武蔵野グリーンパーク野球場）

戦後初のリーグ戦となった1946年春季リーグ戦では、山崎諭（旧制山形高出身）と山崎喜暉（旧制静岡高出身）の「両山崎」らの活躍で開幕から4連勝し、最終戦の慶大戦に勝てば悲願の初優勝となるチャンスがあった。しかし1点リードされた9回表2アウトランナー3塁、最後のバッター3番山崎喜暉が大島信雄（岐阜商出身）から放った三遊間への渾身の当たりを河内卓司（広島一中出身）にダイビングキャッチされ、一塁へのヘッドスライディングも及ばず万事休した。最後の5戦目で0-1で敗れ惜しくも2位となったが当時の東大の躍進は大きな話題となった。また、1960年春季には早大から勝ち星を挙げ、早大はその1敗がたたってリーグ優勝を落とすなど、リーグ優勝の行方に関わることもしばしばあった。これ以外にも数多くの激戦を繰り広げてきた。
1974年秋の法大1回戦で江川卓（1年作新学院高出身）に初黒星をつけ、TV中継（テレビ神奈川）が予定外の放送延長を行い、1981年春季には早大を史上初の連続完封、慶大からも勝ち点を挙げ優勝争いに加わるや「赤門旋風」と話題を呼び、TBSが急遽対立大4回戦をTV中継した。
1993年秋の法大3回戦で、黒川和哉（4年津高出身）と高橋崇展（2年大阪・北野高出身）の継投、法政主戦大崎満雄（4年広島商出身）から肥田雅和（4年桐蔭学園高出身）のホームランと片山英治（3年横浜翠嵐高出身）のツーランが飛び出し、法政も稲葉篤紀（3年中京高出身）が高橋からホームランを放ち追いすがるものの、3-2で勝利し対法政戦で40年ぶりの勝ち点を上げた。
2010年秋、開幕戦初登板以来白星を献上し続けて来た早大の斎藤佑樹（4年早実高出身）に初めて黒星をつけ話題を呼んだ（早大1回戦4-2。勝利投手は2失点完投の1年生鈴木翔太・時習館高出身）。
以降、白星を挙げることが出来ず、2014年の春季リーグ戦で、自らが1987年から1990年にかけて作ったリーグワースト記録の70連敗を更新。その間、2011年春季の東大3-3早大（9回に追いつかれ延長11回引き分け）、同年秋季の東大0-1法大（先発2年鈴木と法大三上朋也 (4年県立岐阜商出身) の投手戦で9回裏サヨナラ負け）、2012年秋季の東大5-5慶大（0-4の7回に5点を奪い逆転も8回に追いつかれ9回引き分け）、2013年秋季の東大2-5立大（9回裏に2点を挙げ追いつくも延長10回に勝ち越され65連敗）など惜しい試合もいくつかあった。2014年秋季リーグ戦終了時点で86連敗となり、当時の4年生は在学中に勝利することが1度も出来ないまま卒部することとなった。2015年春季リーグ戦も開幕から連敗を重ねたが、法大1回戦で延長10回6-4で勝利し、ついに連敗を94（2分けをはさむ）で止めた。
2013年には、日本最初期の野球対抗戦（1886年）とされる「波羅大学」と東大工学部の前身「工部大学校」当時のユニフォームを双方着用して明治学院大との記念試合が神宮球場で実施された（結果は1-3で敗戦）。

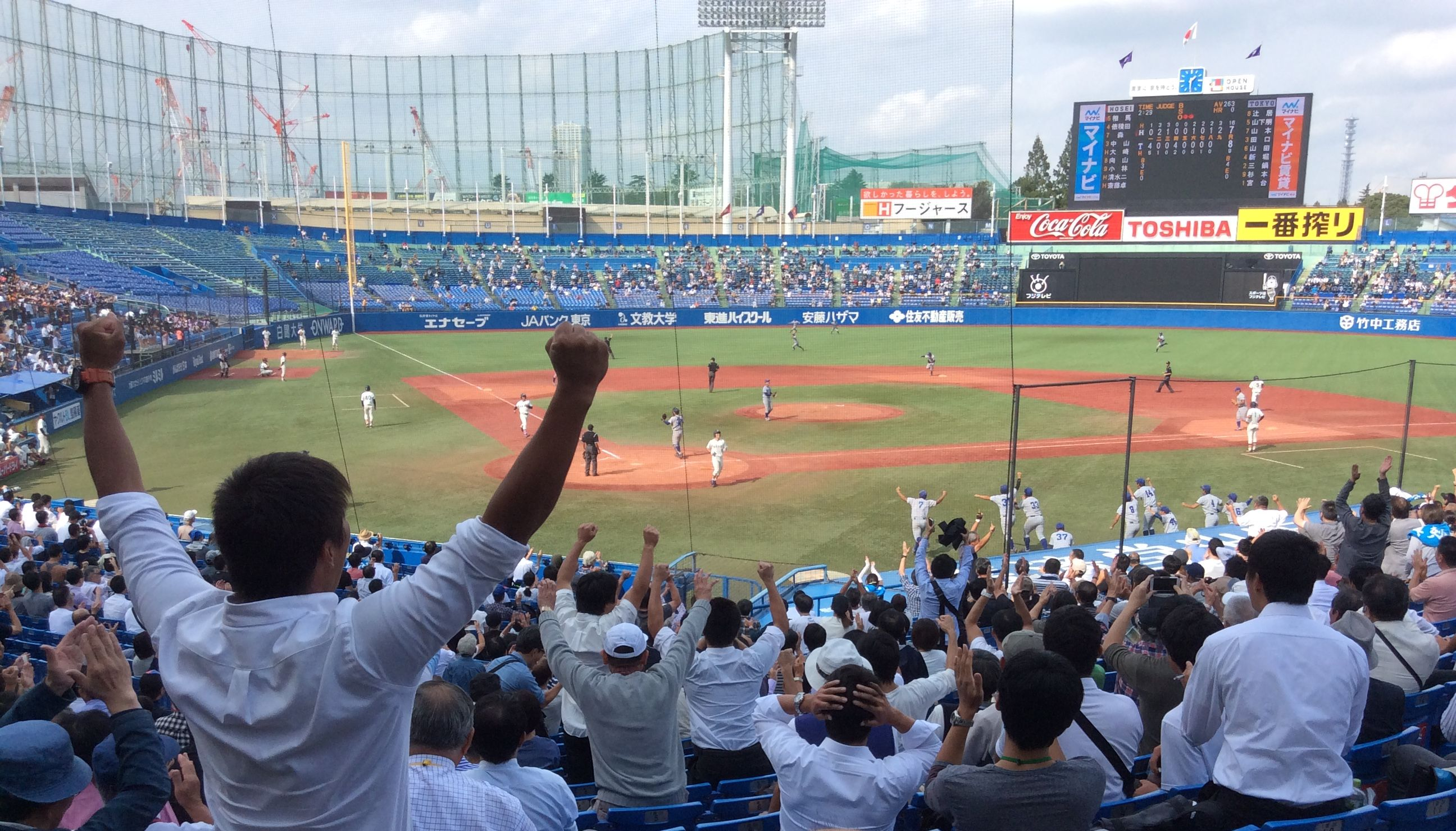
六大学秋季リーグ戦、法政2回戦にも勝ち2連勝の瞬間（2017年10月8日撮影）

2016年8月、プロアマ交流戦の巨人3軍戦（東大球場）で、巨人先発のドラ1ルーキー桜井俊貴（立命館大出身）を東大打線が捉え6回までに11安打7得点、巨人3軍投手陣に合わせて毎回安打の計16安打8得点したものの試合には8-12で敗れた。なお、エース宮台康平（3年湘南高出身）はコンディション不良で登板しなかった。
2017年の秋季リーグ戦で4年宮台康平の先発や救援などの連投、田口耕蔵（4年西大和学園高出身。2浪入学）のスリーランホームランも飛び出し、対法大1回戦に9-2、2回戦に8-7で連勝し、2002年秋の立大戦以来15年ぶり（30シーズンぶり）の勝ち点を挙げた。連勝での勝ち点は1997年春の立大戦以来20年ぶり、法大からの勝ち点は1993年秋以来24年ぶり、加えて法大に連勝しての勝ち点は1928年秋以来89年ぶりとなる。
2020年、OBの井手峻（元中日）がプロ野球経験者として母校都立新宿高コーチに引き続き同部初の監督に就任。2023年、体調不良のため監督代行（大久保裕）を立てて戦ってきたが、秋季リーグ戦終了をもって正式に監督を退任。同年11月に代行の大久保裕（湘南高出身）が監督に、同期の石井清（県立千葉高出身）が助監督に就任した。共に81年春の「赤門旋風」時の主将3番と1番打者だった。

## 本拠地
- 東京都文京区向丘1-5-9「一誠寮」

各校が相次いで都心から離れていくのに対し、東京六大学野球連盟加盟大学中唯一23区内に本拠地を構える。文京区弥生の農学部内にある東大球場は1937年に建設されたもので（内田祥三設計）、終戦直後に神宮球場が占領軍に接収されていた時期には六大学野球の公式戦がこの球場で行われたこともある。2010年9月に文化庁の登録有形文化財に登録された。老朽化が著しかった一誠寮は2020年3月に全面的な改修工事を完了。2022年には日本野球聖地・名所150選に選定された。
一誠寮に掲げられている扁額では、『誠』の字の旁部分の「成」が一画欠けている（右下の『ノ』の部分がない）。これは揮毫した野球部長長與又郎が書き損じたものだったが、「この一画は野球部が六大学のリーグ戦で優勝したら入れる」ということになった。しかし、東大野球部は未だリーグ戦で優勝したことがないため、現在も欠落したままとなっている。このエピソードは漫画『栄光なき天才たち』でも取り上げられた。
1983年、国内の大学野球部でははじめてグラウンドに人工芝が敷かれた。ただしこれは6,500㎡ほどの面積の長方形のものでレフトにあたる部分は土のままであった。他所で使っていた中古品を譲り受けて張り替えをしつつ、経年劣化が激しく野球専用のスパイクシューズが使えないほどとなっていた時期もあったが、2012年には新しい人工芝（神宮球場と同様のロングパイル芝）が敷設され現在では全力でプレーできる環境が整っている。

## ユニフォーム

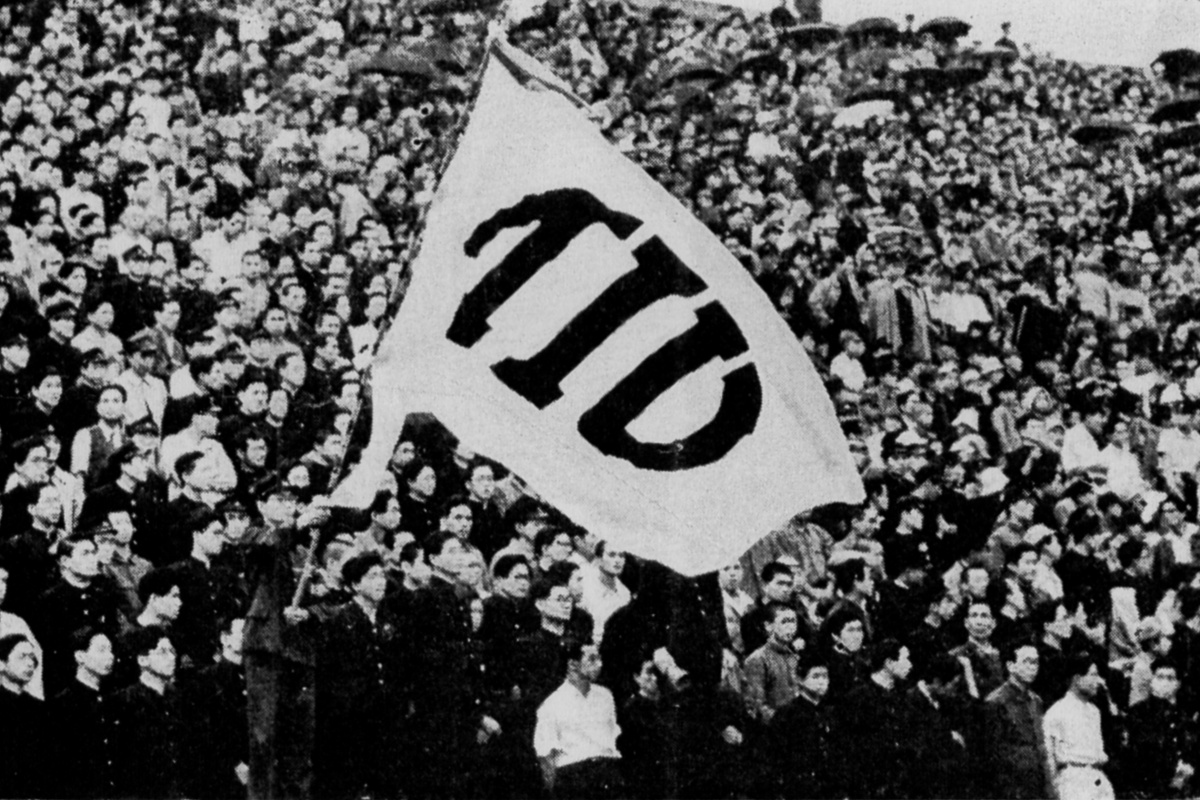
「TIU」のロゴマーク

他の5大学の野球部と比較して、ユニフォームのデザイン変更が多い。
東京帝国大学時代のロゴマークは、胸に「TIU」（Tokyo Imperial Universityの略）を円形にあしらったものだった。その後「LB」（Light Blue）「TOKYO　UNIV.」などを経て、現在の「TOKYO」となる。TOKYOのロゴタイプも読売ジャイアンツのロゴに倣ったものが多かったが、1991年に2018年までの形となった。また帽子には、「T」の一文字が取り付けられている。
チームカラーはライトブルー（淡青）。ユニフォームも長く白地にロゴを淡青色で表していたが、1991年ににグレー地に変えた。ロサンゼルス・ドジャースのビジター用をイメージしたものである。東京大学運動会のチームカラーとは異なるが、淡青色に染み付いてしまった弱いイメージを払拭したかったものともいわれる。実際、初お披露目となる東京六大学リーグ戦の試合で199勝目から70連敗していたチームが200勝目を挙げ、以来このデザインはマイナーチェンジを挟みつつ2018年まで使われた。
2019年にロゴも含めたフルモデルチェンジが行われ、白地を基調に黄色とライトブルーの2色をラインとロゴに取り入れたデザインとなった。

## 記録
- リーグ戦2023年秋季リーグ戦終了時点。
- 優勝:なし　（最高順位は1946年春季の2位）
- 勝敗：257勝1728敗63分け　勝率.129

1920年代:21勝72敗5分け
1930年代:32勝147敗11分け
1940年代:32勝95敗3分け
1950年代:30勝195敗4分け
1960年代:27勝190敗7分け
1970年代:25勝187敗4分け
1980年代:32勝184敗7分け
1990年代:29勝190敗1分け
2000年代:16勝199敗2分け
2010年代:10勝198敗3分け
2020年代:4勝70敗5分け
- チームシーズン最多勝利は1981年春季の6勝
- 個人最多勝利（通算）：岡村甫（17勝）　シーズン最多は東武雄（1925年秋季）大山雄司（1981年春季）の5勝
- 1試合最多奪三振：宮台康平（13奪三振、2016年春季）
- 個人最多本塁打（通算）：下島忍、草刈伸之（6本）
- チーム本塁打（通算）：192本
- 1イニング最多得点：11点
- 1イニング最多安打：10本
- シーズン最少得点：2点
- 最多連続イニング無得点：65イニング
- 一試合最多併殺：6併殺
- 一試合最多失策：16失策
- リーグ首位打者：三島東作（1928年秋季）、廣岡知男（1931年秋季）、梶原英夫（1934年春季）、野村正守（1937年春季）、堺竜平（1953年春季）、遠藤昭夫（1974年春季）、立迫浩一（1984年秋季）、間宮敦（1995年春季）
- 無安打無得点試合　東武雄（1927年春季、対立教2回戦）
- リーグベストナイン：2017年秋季の楠田創まで22人、23回受賞（杉山守久（1962年春季・秋季）のみ2回受賞）
- 日米大学野球代表：大越健介（投手、1983年）、宮台康平（投手、2016年）
- 1回裏初球本塁打：浜田一志（1985年春季）
- 初打席本塁打：下島忍（1979年春季）、竹中良太（2015年春季、ランニングホームラン）
- 連勝記録：4（1946年春季、1949年秋季、1976年秋季～77年春季）
- 連敗記録：94（2010年秋季より2015年春季まで（2引き分けを含む））
- 連続最下位：49シーズン（1998年春季より2022年春季まで）

## OB
プロ野球 (NPB) 選手となった人物は後述。その他はCategory:東京大学野球部の選手を参照。東大野球部公式HP 東京六大学野球リーグ戦：東大選手個人記録 も参照 。

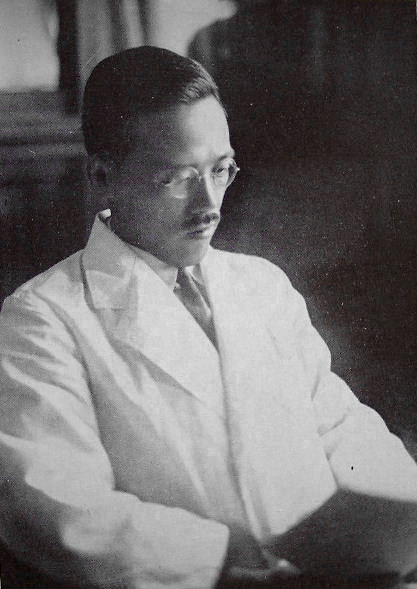
内村祐之

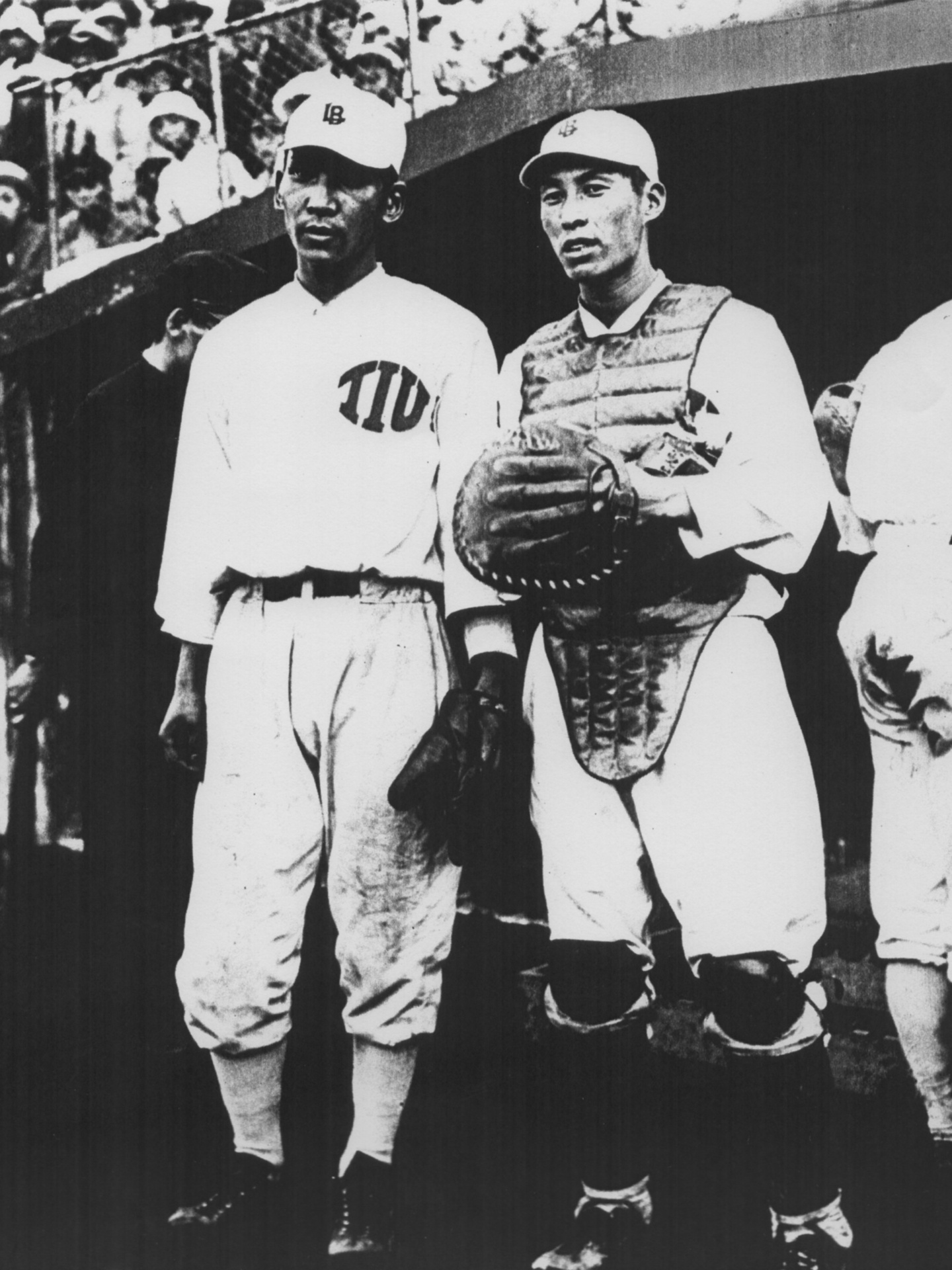
木越安一（左）と広岡知男（右）

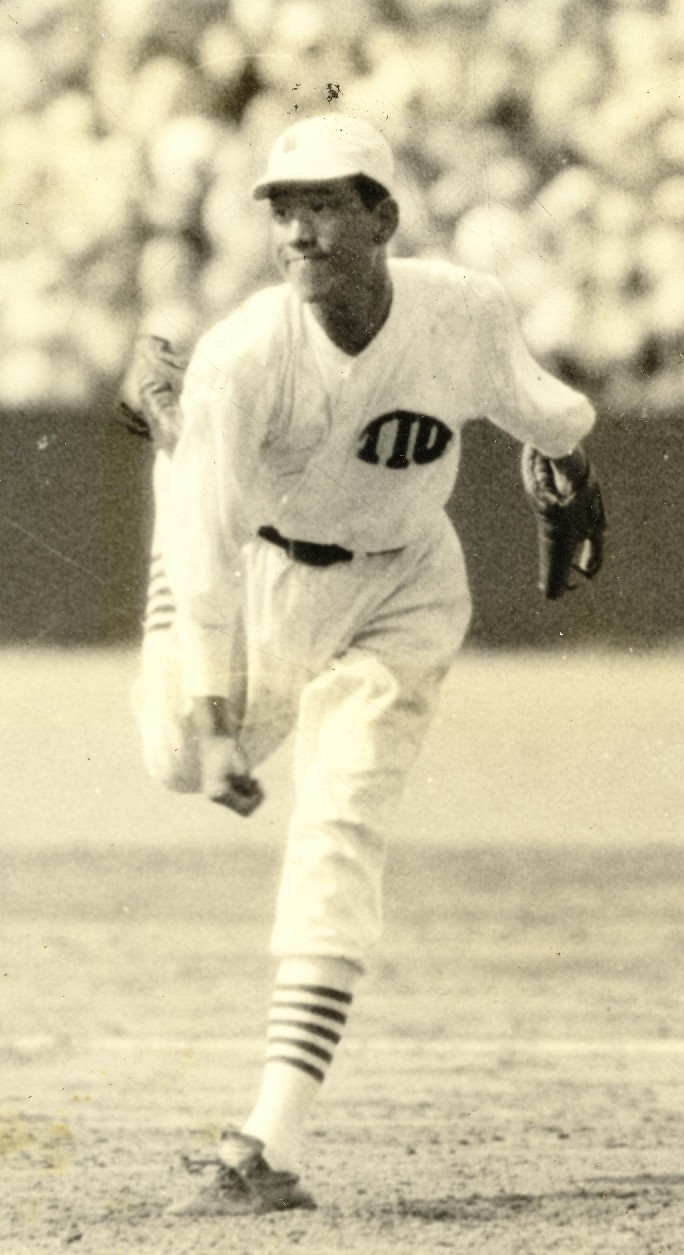
由谷敬吉

- 芦田公平 - 投手、一高出身 / 初代監督。東大が加盟した最初の六大学リーグ戦（25年秋）で法政、立教を破り4位に入る。東京六大学野球連盟理事長。32年の野球統制令における野球統制臨時委員
- 内村祐之 - 投手、獨協中 - 一高出身 / 3代目東大野球部長、3代目日本野球機構コミッショナー、野球殿堂入り
- 古海忠之 - 捕手、京都一中 - 三高出身 / 野球部に属し、またラグビー部などでも活躍した。満洲国国務院総務庁次長
- 島田叡 - 外野手、神戸二中 - 三高出身 / ラグビー部などでも活躍。沖縄戦さなかの沖縄県官選知事
- 東武雄 - 投手、天王寺中 - 一高出身 / 25年秋季法大戦で六大学初の本塁打、27年春季立大2回戦で東大生唯一のノーヒッター。東大史上2位の通算16勝。東龍太郎は兄
- 遠藤洋吉 - 投手、三高出身 / 東武雄とともに投の主軸となり法大に連勝。通算3勝。大成建設副社長
- 広岡知男 - 野手、市岡中 - 五高出身 /市岡中時代甲子園出場し、六大学で首位打者。後年朝日新聞社社長、日本学生野球協会会長、野球殿堂入り
- 木越安一 - 投手、旧制学習院高出身 / 31年秋のリーグ戦で早稲田に初勝利
- 高橋一 - 投手、京城中 - 法大予科 - 五高出身 / 法大時代に東武雄に六大学初ホームランを浴びる。のち東大に入学し通算7勝
- 島浦精二 - 旧制水戸高出身 / 卒業後はスポーツアナウンサーとして活躍
- 梶原英夫 - 投手、高松中 - 一高出身 / 1928年夏の甲子園で和歌山中と名勝負を演じた。三原脩と中学同期。通算4勝、首位打者
- 由谷敬吉 - 投手、鳥取一中 - 一高出身 / 通算4勝。東京府立一中補習科修了。鳥取一中時代甲子園出場
- 神田順治 - 元監督、第二東京市立中 - 八高出身 / 東大教養学部教授、監督を2度務める
- 山崎諭 - 46年春の唯一の2位時の主戦投手、主将、掛川中 - 山形高出身 / 通算12勝。チームは46年春4勝1敗2位、秋4勝7敗4位。後年、東海大三高校長兼監督として1980年のセンバツ出場
- 山崎喜暉 - 同上時の外野手・投手、47年春主将、東京府立一中 - 静岡高出身 / チームは47年春4勝6敗4位。のち博報堂プロデューサー
- 岩佐守 - 投手、東京府立一中 - 静岡高出身 / 両山崎後の48年シーズンの大黒柱として打の井波義二（東大通算最多打点28）らと共に奮闘し通算7勝20敗。
- 加賀山朝雄 - 外野手、東京府立一中 - 一高出身 / 東大の49年全8本塁打中、春2・秋1本放つ大型スラッガー。井波と並ぶ通算最多打点28を記録した伊藤驍らと共に東大主軸を支えた。のち国鉄常務理事
- 島村俊雄 - 投手、旧陸軍士官学校出身 / 加賀山らの時代の主戦投手。通算8勝10敗
- 瀬川昌治 - 外野手、旧制学習院中 - 旧制学習院高出身 / 映画監督
- 蒲池信二 - 主将・投手、旧制成城高出身 / 岩佐島村後の大黒柱。明法立などに投げ勝ち通算6勝29敗。のち日立製作所
- 成田豊 - 一時在籍、京城中 - 佐賀中 - 旧制佐賀高出身 / 電通名誉相談役
- 竹田晃 - 元監督・主将、東京高師附属高出身 / 高師附属中4年時に1946年夏の甲子園出場、チームとして初めて土を持ち帰る。東大名誉教授
- 脇村春夫 - 主将・内野手、湘南高出身 / 湘南高時代に1949年夏の甲子園優勝。前高野連会長
- 三笠洋一 - 投手、豊中中（豊中高）出身、54年卒 / 53年春に法政から勝ち点。通算3勝。のち新日鐵釜石ラグビー部部長
- 藤井裕久 - 捕手、東京教育大附属高出身、一時在籍 / 卒業後大蔵省へ 、元財務大臣
- 渡辺融 - 元監督、都立武蔵丘高出身 / 58年以降の岡村時代と、さらに78年の空白期に監督を引き受け東大野球部の屋台骨を支えた。東大教養学部体育教官
- 原田靖男 - 主将・投手、湘南高出身 / 57年秋季に防御率1.35。55年第2回アジア野球大会日本代表（六大学選抜代表で参加し長嶋茂雄らがいて六大学史上最強選抜チームとも）
- 吉田治雄 - 副将・投手、高崎高出身 / 3年生だった56年秋、東大通算98勝から一気に100勝へ。通算7勝42敗
- 海老坂武 - 副将・遊撃手・一番打者、小山台高出身 / 同上。原田・吉田らと同期。一橋大・関学大仏文学教授
- 岡村甫 - 元監督、投手、土佐高出身 / 東大史上最多の17勝。東大工学部教授、前高知工科大学長。東大野球部監督や六大学野球連盟理事長等も歴任
- 岡田彬 - 元監督・捕手、戸山高出身 / 新治とバッテリー、のち三菱自動車京都、東大監督時に江川卓に初黒星をつける
- 杉山守久 - 外野手、日比谷高出身 / 62年春秋リーグ戦ベストナイン
- 小西隆裕 - 一時在籍、小石川高出身 / よど号グループ
- 橘谷健 - 投手、都立西高出身 / 高田繁、田淵幸一、谷澤健一、荒川尭らと対決。東大通算最多奪三振記録ホルダー、通算3勝は全て明大戦。のち川崎重工、第41回都市対抗野球久慈賞（東大OBとして都市対抗史上唯一の受賞）
- 小笠原文也 - 元監督・野手、日比谷高出身 / 富士鉄釜石を経て、江川卓最後の77年シーズンに監督として六大学春4位・秋5位と善戦
- 門松武 - 投手、湘南高出身 / 橘谷同様に田淵、山本浩二、富田勝、谷沢らの時代に通算4勝。71年に卒業後建設省の技官官僚
- 河野敏章 - 元監督・野手、日比谷高出身 / のち日本生命選手・コーチ。監督在任時の87年秋季リーグ開幕戦（対慶大戦）で志村亮を攻略して通算199勝目を挙げる。著作に文藝春秋収録「70連敗東大野球部物語」。2020年逝去[19]。
- 早川聞多 - 投手、京都教育大附属高出身、74年卒 / 73年秋のリーグ戦で慶法立から3勝。通算3勝。美術史家
- 遠藤昭夫 - 内野手、国立高出身 / 74年春季首位打者
- 春日井昌生 - 野手、戸山高出身 / 74年春季法大2回戦にて広島商で甲子園優勝の1年佃正樹投手からホームランを放ち5-0で競り勝つ
- 山本隆樹 - 投手、木更津高出身 / 打倒江川卓時代の主戦、74年秋季法大1回戦にて3-2で投げ勝ち1年江川に六大学最初の黒星を与える。通算3勝
- 魚住弘人 - 内野手・外野手、都立富士高出身 / 74年秋季法大1回戦で江川から3安打放つ。のちに日立製作所原子力技術者・経営者
- 御手洗健治 - 元監督・投手、戸山高出身 / 73秋季明大戦に連勝、74年秋季法大2回戦では0-5で敗戦。通算4勝
- 渋沢稔 - 75年主将・捕手、上田高出身 / 3年時の74年秋季法大1回戦にて江川から六大学最初の黒星と共に最初の本塁打を放つ。75年春秋連覇した明大エース丸山清光は上田高同期[20][21]。
- 太田俊明 - 内野手、東葛飾高出身 /  打倒江川卓時代のレギュラー（遊撃手・三塁手）。88年、「坂本光一」名義の『白色の残像』で第34回江戸川乱歩賞受賞。2016年、本名の『姥捨て山繁盛記』で第8回日経小説大賞受賞
- 西山明彦 - 投手、湘南高出身 / 江川最後の77年シーズンに六大学春4位・秋5位と善戦した時に活躍し通算8勝。また当時、湘南高出身者がレギュラーに下記野村ら4人ほど占めていた。関西外大教授・硬式野球部長兼監督
- 中沢文哉 - 元監督・投手・外野手、姫路西高出身 / 同上。通算3勝、打者としても77年春秋3割。のち三菱重工神戸
- 伊藤仁 - 元監督・主将・内野手、愛知・東海高出身 / 同上。のちに新日鉄釜石で都市対抗野球ベスト4。日鉄ステンレス社長
- 野村雅道 - 78年主将・野手、湘南高出身 / 江川から3打数3安打3四球、四球のなかには敬遠もあった。為替ディーラー、国際金融コメンテーター
- 平野裕一 - 元監督、戸山高出身、78年卒 / 81年春の「赤門旋風」時の監督。再任後すぐの91年春季リーグ開幕戦（対立大戦）でチーム200勝を達成。94年には年間8勝を挙げる。再任時に任期2年という規定が廃止され、再建の切り札としての復帰だった。東大教育学部教授、国立スポーツ科学センター副センター長、法大スポーツ健康学部長
- 下嶋忍 - 野手、国立高出身 / 東大ホームラン記録6本保持者。81年春季「赤門旋風」4番。初打席初アーチなど数々の逸話もつ「豪傑」。主将・3番の大久保裕（湘南高出身）、1番石井清（千葉高出身）らはのちに井手峻の後任東大監督・助監督に。のちプリンスホテル
- 大山雄司 - 投手、学芸大附属高出身 / 下記国友や水原義孝（教大駒場高出身）らと投の三本柱を形成し、81年春季に5勝を挙げ「赤門旋風」4位の立役者。通算10勝。のち三菱重工長崎
- 國友充範 - 投手、虎姫高出身 / 79年秋に東大の35連敗を止め初勝利。81年春に大山と共に早大を連続完封し、また自ら試合を決めるホームランも放つ。通算2勝。卒業後NHK番組制作局プロデューサー
- 大小田隆 - 投手、戸山高出身 / 上記大山國友後の投手陣を支え、82年シーズン年間3勝
- 八重樫永規 - 主将・内野手、盛岡一高出身 / 82年春季ベストナイン（二塁手）。78年、高校1年時に1978年夏の甲子園にレギュラー（三塁手）出場。卒業後外務省入省
- 立迫浩一 - 内野手、県立浦和高出身 / 84年秋季首位打者
- 大越健介 - 投手、新潟高出身 / 東大生初の日米大学野球代表。通算8勝。のちにNHKワシントン支局長を経て「ニュースウオッチ9」・「サンデースポーツ」各メインキャスター
- 市川武史 - 投手、国立高出身 / 国立高エースとして都立校初の1980年夏の甲子園出場。通算7勝
- 川幡卓也 - 東大助監督・捕手、国立高出身 / 市川とのバッテリーで甲子園にも出場。卒業後は電通
- 布施英一 - 内野手、国立高出身 / 83年入部の昭和最後の甲子園経験者
- 朝木秀樹 - 捕手、千種高出身 / 当時最強の法大2回戦（84年春季）で1年秋村謙宏投手から東大初の満塁本塁打、東大記録の1試合6打点を放ち10-1で勝利。通算ホームラン4本の内訳は満塁・3ラン・2ラン・ソロでいわば「サイクルホームラン」
- 草刈伸之 - 主将・外野手、県立浦和高出身 / 下嶋に並び東大ホームラン記録6本
- 井坂聡 - 野手、戸山高出身 / 映画監督
- 秋原正俊 - 野手、日比谷高出身 / 映画監督
- 浜田一志 - 主将・外野手・前監督、土佐高出身 / 東大シーズン最多本塁打記録・3本（85年春）。86年時の主将
- 青野滋 - 外野手、県立千葉高出身 / 4年時の90年秋季ベストナイン、打率2位、明大戦で1試合2本塁打。
- 階猛 - 投手、盛岡一高出身 / 2浪入学し東大の投手陣を支えた。91年卒。衆議院議員
- 藤沢章雄 - 主将・外野手、土佐高出身 / 1年秋開幕4番、4年時の91年春の立大戦で200勝達成時の主砲。のち日本石油、東京工科大教授
- 肥田雅和 - 主将・内外野手、桐蔭学園高出身 / 強豪の桐蔭学園から現役入学。4年時の93年、片山英治（3年横浜翠嵐高出身）らと主軸で活躍
- 石田和之 - 元助監督・内野手、菊里高出身 / 93年春季ベストナイン。のちジャイアンツアカデミーコーチ
- 濤岡賢 - 主将・外野手、県立千葉高出身 / 4年時の94年春秋8勝時の主将で春秋5位。チーム記録の通算31盗塁。
- 高橋崇展 - 投手、大阪・北野高出身 / 3年時の94年春秋8勝を支え通算7勝。2年時の93年秋、黒川和哉投手（津高出身）を救援し法政戦で40年ぶりの勝ち点。のち三菱自動車川崎
- 間宮敦 - 主将・外野手、横浜翠嵐高出身 / 95年春季首位打者（最多安打）、「東大のイチロー」
- 氏家修 - 投手、仙台二高出身、99年卒 / 東北大在学を経て入学、140㎞超の速球で2年までに3勝したがのちに故障した。のち新日鉄八幡
- 須貝謙司 - 内野手、湘南高出身 / 高校で神奈川大会夏ベスト4。98年春季ベストナイン
- 井出庸生 - 主将・内野手、私立武蔵高出身 / 2001年秋の主将。NHK記者を経て衆議院議員
- 竹本恵 - 投手、新潟高出身 / リーグ史上初の日本人女性選手として登板を果たす。
- 越智啓一朗 - 内野手、浅野高出身 / 01年秋季ベストナイン遊撃手
- 入山聡 - 内野手、開成高出身 / 02年秋季ベストナイン
- 杉岡泰 - 主将・内野手、木更津高出身 / 03年春季打率2位でリーグ戦ベストナイン、秋も高打率。
- 太田鉄也 - 外野手、長野高出身 / 04年秋季ベストナイン
- 重信拓哉 - 投手、鶴丸高出身 / 1年春から通算62試合登板。卒業後明治安田生命で第88回都市対抗野球に出場、引退後コーチ
- 井尻哲也 - 主将・内野手、土浦一高出身 / 現北海道日本ハムファイターズアナリスト
- 中村信博 - 学生コーチ、高松高出身 / 現NHKアナウンサー
- 井坂肇 - 投手、日比谷高出身 / 14年、東大初の独立リーガー（信濃グランセローズ→高知ファイティングドッグス、17年退団）[22][23]。上記井坂聡の子
- 飯田裕太 - 主将・内野手、刈谷高出身 / 15年春季で連敗を94で止めたときの主将。卒業後東邦ガスで第90回・第91回[24]・第95回都市対抗野球[25]、第46回日本選手権に出場
- 桐生祥汰 - 内野手、都立西高出身 / 16年春季ベストナイン、盗塁数リーグ1位
- 喜入友浩 - 捕手、修猷館高出身 / 正捕手として宮台康平ともバッテリーを組む。TBSアナウンサー
- 楠田創 - 外野手、桐朋高出身 / 17年秋季ベストナイン、当時の監督・浜田一志に並ぶ1シーズン3本塁打の東大タイ記録
- 齋藤周 - 学生コーチ、都立桜修館中等出身 / 22年より福岡ソフトバンクホークスGM付データ分析担当
- 高橋佑太郎 - 内野手、私立武蔵高出身 / 22年より独立リーガー（高知ファイティングドッグス[26]、2023年退団）

日本全国の高等学校から大学受験成績で優秀な生徒が集まることから、他の大学では聞かれないような高等学校卒業の選手たちが選手名鑑を飾っている。
- 東武雄に東京六大学野球リーグ戦初本塁打を浴びた法大の高橋一は、その後東大に入り直し、エースとして活躍した。その後高橋のようなケースはプレーを認められなかったが、早大野球部に在籍していた加治佐平（ラ・サール高）が1999年東大に入学、議論を呼んだ末に晴れて東大の投手としてプレーした。なお、現在でも他大学野球連盟を含めて、原則として規定の関係で同連盟2つのチームで出場することはできない。
- 東大合格は「難関の中の難関」と言われ、何年も浪人を重ねて入学する選手も多い。高専から編入また、社会人や他大学から受験入学するケースもある。なかでも、1996年入学の高橋將人投手は1960年生まれで慶大卒業後に学習塾を運営しながら受験、入部～卒業した。史上最年長出場なるかと思われたが、4年間出場なしに終わった。2015年にも1976年生まれの伊藤一志投手が、他大学の医学部卒業後に医師として働きつつも文科三類に合格し休学を経て退職し硬式野球部に入部した。しかし高橋投手と同様にリーグ戦出場とはならなかった（なお、フレッシュリーグ（新人戦）には登板し神宮球場のマウンドを経験した[27]）。
- 高校時代は軟式野球部（硬式野球部がない場合も）出身であったり、受験のために野球部を途中退部、または他の部活動に在籍していた選手も過去にいた。
- 1999年にはリーグ史上初の日本人女性投手・竹本恵が入学し話題を集めた。2001年春季リーグの開幕戦（対慶大）で初登板を果たし、明治大学の小林千紘と女性同士で投げ合った。
- 2007年には20年ぶりに理科三類からの入部者が3名あり、うち2名が早速同年秋のリーグ戦から神宮でプレーしている。

### 甲子園大会出場経験者の入部
| 氏名       | 出身校       | 出場大会     |
| ---------- | ------------ | ------------ |
| 三島東作   | 岡山一中     | T10夏        |
| 広岡知男   | 市岡中       | T13春・夏    |
| 高橋一     | 京城中       | T13夏        |
| 片桐勝司   | 前橋中       | T14夏、T15夏 |
| 梶原英夫   | 高松中       | S3夏         |
| 古南謙一   | 鳥取一中     | S3夏         |
| 大村文夫   | 鳥取一中     | S4夏         |
| 由谷敬吉   | 鳥取一中     | S4夏         |
| 山崎諭     | 掛川中       | S13夏        |
| 鈴木冨美男 | 山形中       | S21夏        |
| 迫本哲二   | 東京高師附中 | S21夏        |
| 竹田晃     | 東京高師附中 | S21夏        |
| 脇村春夫   | 湘南高       | S24夏        |
| 原田靖男   | 湘南高       | S24夏、S26春 |
| 鈴木武春   | 希望ヶ丘高   | S26夏        |
| 八重樫永規 | 盛岡一高     | S53夏        |
| 浅川岳夫   | 国立高       | S55夏        |
| 市川武史   | 国立高       | S55夏        |
| 川幡卓也   | 国立高       | S55夏        |
| 布施英一   | 国立高       | S55夏        |
| 山田聡     | 札幌南高     | H12夏        |
| 楠井一騰   | 松江北高     | H14春        |
| 中村信博   | 高松高       | H17春        |
| 別府洸太朗 | 東筑高       | H29夏        |
| 梅林浩大   | 静岡高       | H30春        |

以上25名。山崎は監督としても出場を果たす。

### NPB選手となった東大野球部出身選手
| 指名年 | 順位   | 氏名     | 出身高校               | ポジション  | 現役年      | 球団                  | 通算成績 |
| ------ | ------ | -------- | ---------------------- | ----------- | ----------- | --------------------- | --- |
| 1965年 | なし   | 新治伸治 | 東京都立小石川高等学校 | 投手        | 1965 - 1969 | 大洋                  | 登板88試合、投球回156 1/3、9勝6敗、奪三振82、防御率3.29                                                     |
| 1966年 | 2次3位 | 井手峻   | 東京都立新宿高等学校   | 投手→外野手 | 1967 - 1976 | 中日                  | 登板17試合、投球回33 1/3、1勝4敗、奪三振21、防御率5.13 出場359試合、12安打、1本塁打、2打点、4盗塁、打率.188 |
| 1991年 | 8位    | 小林至   | 神奈川県立多摩高等学校 | 投手        | 1992 - 1993 | ロッテ                | （一軍出場なし）                                                                                            |
| 1999年 | 7位    | 遠藤良平 | 筑波大学附属高等学校   | 投手        | 2000 - 2001 | 日本ハム              | 登板1試合、投球回0、0勝0敗、奪三振0、防御率-                                                                |
| 2004年 | 9巡    | 松家卓弘 | 香川県立高松高等学校   | 投手        | 2005 - 2012 | 横浜→日本ハム         | 登板14試合、投球回23 2/3、0勝1敗、奪三振14、防御率4.01                                                      |
| 2017年 | 7位    | 宮台康平 | 神奈川県立湘南高等学校 | 投手        | 2018 - 2022 | 日本ハム→東京ヤクルト | 登板3試合、投球回7、0勝0敗、奪三振7、防御率9.00                                                             |

新治はドラフト制度施行前入団のため、ドラフト順位はない。指名年は入団年とする。井手は後に東大野球部監督に就任した。小林は野球部引退の翌年に指名され卒業、入団した。

## その他
- 1946年の2位躍進を契機に東京大学運動会応援部が発足したことから、同部との関係は深い。現在、野球部と応援部が合同で雑誌「ただひとつ」を年1回定期発行している。
- 1969年には東大紛争により入試が中止されたため、1年生ゼロという事態となった。このことから翌1970年春季リーグ戦では、連盟理事会の決議により留年生の試合出場が認められる特例措置が取られた。さらに、1972年度には4年生がゼロだったことから、3年生の選手が主将を務めた。
- 2007年10月21日の対立教2回戦では生まれつき左手と足に障害を持つ加藤善之投手がリーグ戦初登板を果たした。同投手は栄光学園高校2年次の2003年、全国高等学校軟式野球選手権大会出場を果たしている。
- 2010年11月から谷沢健一を、2013年1月からは桑田真澄を特別コーチとして招聘した。「最高の頭脳を持つ選手達に“考える野球”が出来ない訳がない」とは桑田の弁。桑田は週に1度のペースで主に投手陣を指導し、2014年12月末まで務めた[28]。
- 2013年に就任した浜田一志監督は学習塾を経営しており、OB会在任中から野球部強化のために高校球児への練習会や勉強会の実施、各高校野球部への訪問などを通して東大受験を促している。
- 与謝野馨、神津里季生は在学中、硬式野球部でマネージャーを務めていた。
- 1974年（昭和49年）2月23日、東大硬式野球部公認の唯一のファンクラブ「東大を優勝させよう会」を菅野弘夫など13名の有志が設立総会を開き規約などを決めて発足させた。東大関係者のみならず、東京六大学野球リーグ戦における東大野球部の優勝を希求し、応援する個人、法人、誰でも、いつでも会員になることが出来る。会報「淡青ファン」を年2回発行（最新号2019年4月3日号）、東大野球部新入部員歓迎会、激励会などの開催を行っている。2019年4月現在の会員数、約140名。
- 大学時代にエースとして活躍し、NHKに入局した大越健介は自らの希望でメインキャスターとなったサンデースポーツで東大野球部や東京六大学野球の話題を度々、取り上げていた。
- 1951年から春秋のリーグ戦後に東京六大学野球新人戦（1、2年生のみが参加できるが東大は全学年参加可能）が行われてきたが、こちらも東大の優勝は未だ無い。
- 東大野球部は東京六大学野球の活動が注目されがちだが、その他の大会として毎年京都大学との対抗戦双青戦、七大戦（七帝戦）、東京地区国公立大学体育大会にも参加している。また、おおよそ2年に1度の頻度でソウル大学校野球部との国際交流試合を実施している。